# Clover
Clover (кор. 클로버) — південнокорейське хіп-хоп тріо під керівництвом GYM Entertainment у Сеулі, Південна Корея. Гурт дебютував 31 березня 2011 року з Classic Over.

## Дискографія

### Мініальбоми
| Назва        | Деталі альбому                                                                                             | Пікові позиції у чартах | Продажі                 |
| Назва        | Деталі альбому                                                                                             | KOR                     | Продажі                 |
| ------------ | --- | ----------------------- | ----------------------- |
| Classic Over | - Реліз: 31 березня 2011 - Лейбл: GYM Entertainment, LOEN Entertainment - Формат: CD, цифрове завантаження | 15                      | - Південна Корея: 1,046 |

### Сингли
| Назва                                                                            | Рік  | Пікові позиції у чартах | Продажі (DL)              | Альбом               |
| Назва                                                                            | Рік  | KOR                     | Продажі (DL)              | Альбом               |
| -------------------------------------------------------------------------------- | ---- | ----------------------- | ------------------------- | -------------------- |
| «La Vida Loca»                                                                   | 2011 | 15                      | - Південна Корея: 830,582 | Classic Over         |
| «A Guy Who I Know» (아는 오빠)                                                   | 2011 | 13                      | - Південна Корея: 813,466 | Сингли поза альбомом |
| «Pork Soup» (돼지 국밥)                                                          | 2012 | 29                      | - Південна Корея: 166,312 | Сингли поза альбомом |
| «Trickling» (주르륵)                                                             | 2013 | 32                      | - Південна Корея: 54,493  | Сингли поза альбомом |
| «—» релізи, що не потрапили у чарти або не були випущені у відповідних регіонах. |      |                         |                           |                      |

## Нагороди і номінації
| Рік  | Нагорода           | Категорія              | Номінант / Робота | Результат |
| ---- | ------------------ | ---------------------- | ----------------- | --------- |
| 2012 | Seoul Music Awards | 21st Hip-Hop/Rap Award | Clover            | Перемога  |